# 1963年逝世人物列表
1963年逝世人物列表：1月 - 2月 - 3月 - 4月 - 5月 - 6月 - 7月 - 8月 - 9月 - 10月 - 11月 - 12月
下面是1963年逝世的知名人士列表。

## 1月

### 2日
- 傑克·卡森，加拿大演員[1]
- 迪克·鮑威爾，美國演員[2]

### 3日
- 石原忍，日本眼科醫生[3]

### 5日
- 羅傑斯·霍恩斯比，美國棒球運動員[4]
- 埃裡克·斯特蘭德馬克，瑞典電影演員

### 6日
- 弗蘭克·塔特爾，美國電影導演

### 7日
- 埃里克·伦德奎斯特，瑞典運動員

### 9日
- 埃內亞·博西，義大利出生的美國航空航太工程師和航空先驅

### 10日
- 法蘭茨·普蘭納，奧地利電影攝影師

### 13日
- 桑尼·克拉克，美國爵士鋼琴家
- 西爾瓦努斯·奧林匹奧，多哥政治家，多哥第一任總統（遇刺）[5]
- 拉蒙·戈麥斯·德拉塞爾納，西班牙作家

### 14日
- 休·格裡爾，美國籃球教練[6]
- 古斯塔夫·雷格勒，德國社會主義小說家

### 15日
- 切薩雷·范托尼，義大利演員和配音演員

### 18日
- 休·蓋茨凱爾，英國政治家，工黨領袖
- 愛德華·查理斯·蒂奇馬什，英國數學家

### 20日
- 費奧多爾·捷倫季耶夫，蘇聯奧運越野滑雪運動員
- 阿芙拉·西奧多羅普盧，希臘女權主義者[7]

### 21日
- 阿爾·聖約翰，美國演員

### 23日
- 穆罕默德·阿裡·博格拉，巴基斯坦政治家、政治家和外交官，巴基斯坦第三任總理
- 约瑟夫·高斯瓦夫斯基，波蘭雕塑家和獎章藝術家

### 24日
- 奧托·哈巴赫，美國作詞家和詞作家
- 肯尼斯·韋斯特恩，西部兄弟的成員

### 25日
- 瑪麗恩·桑西尼，美國女演員

### 26日
- 漢斯·科普弗曼，德國物理學家
- 奧勒·奧爾森，美國演員

### 27日
- 約翰·法羅，澳大利亞出生的美國電影導演

### 29日
- 安東尼·科爾德威，美國編劇
- 羅伯特·佛洛斯特，美國詩人[8]
- 李·梅多斯，美國棒球運動員
- 巴西第13任總統伊薩伊亞斯·德·諾羅尼亞[9]

### 30日
- 簡·蓋爾，美國無聲電影和舞臺女演員
- 弗朗西斯·普朗克，法國作曲家

### 31日
- 阿拉斯加爾·阿拉克巴羅夫，亞塞拜然演員

## 2月

### 1日
- 路易斯·萊頓，美國編劇和製片人
- 溫德姆·斯坦丁，英國演員

### 2日
- 威廉·加克斯頓，美國雜耍、電影和戲劇表演者

### 6日
- 阿卜杜·克里姆，里菲安政治和軍事領袖
- 皮耶羅·曼佐尼，義大利藝術家

### 8日
- 喬治·多倫茨，美國演員
- 恩斯特·格萊澤，德國作家

### 9日
- 阿卜杜勒-卡里姆·卡塞姆，伊拉克將軍，伊拉克第24任總理（被處決）

### 11日
- 希薇亞·普拉斯，美國詩人和小說家[10]

### 15日
- 埃德加多·多纳托，烏拉圭探戈作曲家和管弦樂隊指揮
- 路易士·加斯尼爾，法國電影導演
- 巴普·哈德利，美國職業棒球大聯盟投手

### 16日
- 艾爾斯·雅爾巴克，丹麥電影女演員
- 拉斯洛·拉伊塔，匈牙利作曲家、民族音樂學家和指揮家

### 18日
- 蒙特·布魯，美國演員
- 畢普·費諾利奧，義大利作家
- 費爾南多·坦布羅尼，義大利政治家，義大利第36任總理
- 德川家正，日本政治家，德川幕府第17任首腦
- 扎雷一世，奇里乞亞的亞美尼亞天主教徒

### 19日
- 本尼·莫雷，古巴歌手

### 20日
- 弗里乔伊·费伦茨，匈牙利指揮家
- 雅各·蓋德，丹麥小提琴家和作曲家
- 比爾·欣奇曼，美國棒球運動員

### 22日
- 亞瑟·蓋伊·恩佩，美國士兵（在英國服役）、作家、編劇和演員

### 25日
- 梅尔维尔·赫斯科维茨，美國人類學家

### 28日
- 拉金德拉·普拉萨德，印度政治家，印度第一任總統
- 埃帕·瑞克西，美國棒球運動員和美國職業棒球大聯盟名人堂成員

## 3月

### 1日
- 伊利什·莫伊塞爾，美國棒球運動員

### 4日
- 威廉·卡洛斯·威廉斯，美國作家[11]

### 5日
- 派特西·克萊恩，美國歌手
- 盧德·根策爾，瑞典電影演員
- 西里爾·史密斯，蘇格蘭演員
- 艾哈邁德·盧特菲·賽義德，埃及知識份子和反殖民活動家

### 6日
- 羅伯特·康尼什，科學家

### 7日
- 約阿希姆·霍爾斯特-延森，挪威電影演員

### 11日
- 伊格納特·貝德納里克，羅馬尼亞畫家
- 喬·賈奇，美國棒球運動員

### 16日
- 伊莉莎白·瑪麗，奧地利大公夫人
- 威廉·贝弗里奇，英國經濟學家

### 17日
- 湯瑪斯·列儂，編劇
- 莉齊·邁爾斯，美國藍調歌手

### 18日
- 休伯特·高夫，英國將軍
- 旺達·霍利，美國女演員

### 20日
- 曼努埃爾·阿特亞加·貝當古，古巴羅馬天主教紅衣主教

### 21日
- 菲利斯·米諾蒂，義大利電影演員

### 22日
- 西莉·奧塞姆，德國網球冠軍
- 亞伯拉罕·埃爾斯坦，美國作曲家
- 米哈伊·塞克利，匈牙利男低音歌手

### 23日
- 托拉尔夫·斯科伦，挪威數學家

### 25日
- 費利克斯·阿德勒，美國編劇

### 27日
- 哈裡·皮爾，德國演員、電影導演、編劇和電影製片人

### 28日
- 安托萬·巴爾佩特雷，法國電影演員
- 弗蘭克·馬里恩，美國電影先驅

### 31日
- 哈裡·阿克斯特，美國詞曲作者
- 哈羅德·佛蘭克林，英國陸軍上將

## 4月

### 1日
- 艾格尼絲·莫溫克爾，挪威女演員和舞台製作人

### 3日
- 阿尔马·理查兹，美國奧運金牌得主

### 4日
- 加埃塔諾·卡塔諾索，義大利羅馬天主教神父和聖人
- 老傑森·羅巴茲，美國舞臺和銀幕演員，心臟病發作
- 奧斯卡里·托科伊，芬蘭社會民主黨領袖

### 5日
- 馬里奧·法布里齊，喜劇演員和演員，與壓力有關的疾病

### 6日
- 奥托·斯特鲁维，俄裔美國天文學家

### 7日
- 阿梅迪奧·馬尤里，義大利考古學家

### 8日
- 伊雷娜·卡諾娃，斯洛伐克政治家[12]

### 9日
- 班诺·莫伊赛维奇，猶太裔烏克蘭鋼琴家
- 蘇爾·索拉爾，阿根廷畫家、雕塑家、作家

### 11日
- 南多·布魯諾，義大利電影演員

### 12日
- 妮可萊特·布魯寧，荷蘭神學家和人道主義者[13]
- 費利克斯·馬納洛，基督教堂第一任執行部長
- 赫比·尼科爾斯，美國爵士鋼琴家和作曲家

### 14日
- 阿卜杜勒·梅西赫·馬卡里，埃及科普特東正教僧侶、牧師和聖人
- 亞瑟·喬納森，德國奧林匹克運動員
- 野村胡堂，日本小說家和音樂評論家
- 拉胡爾·桑克里蒂亞揚，印度歷史學家、作家和學者

### 23日
- 伊扎克·本-兹维，以色列歷史學家和政治家，以色列第二任總統
- 費魯喬·塞里奧，義大利電影編劇和導演
- 保羅·費霍斯，匈牙利電影導演
- 哈裡·哈珀，美國棒球運動員
- 唐·哈威，美國電視和電影演員
- 弗雷德里克·彼得斯，美國電影演員
- 威廉·路易斯·摩爾，美國郵政工人

### 24日
- 里諾·科索·福吉爾，義大利空軍將軍
- 列昂尼德·盧科夫，蘇聯電影導演和編劇

### 26日
- 羅蘭·珀特威，英國劇作家、編劇、導演和演員

### 27日
- 肯尼斯·麥高恩，美國電影製片人

### 30日
- 喬瓦尼·格拉索，義大利電影演員
- 威廉·梅勒，美國電影攝影師，心臟病發作
- 布萊恩特·沃什伯恩，美國電影演員，心臟病發作

## 5月

### 1日
- 洛佩·K·桑托斯，菲律賓作家，菲律賓國家語言和語法之父

### 2日
- 范·威克·布魯克斯，美國文學評論家和作家

### 5日
- 穆罕默德·赫米斯蒂，阿爾及利亞外交部長（遇刺）

### 6日
- 西奥多·冯·卡门，匈牙利裔美國工程師和物理學家
- 蒙蒂·伍利，美國演員

### 11日
- 赫伯特·斯賓塞·加瑟，美國生理學家，諾貝爾獎獲得者

### 12日
- 羅伯特·克爾，加拿大奧運運動員
- 陶恕，美國新教牧師

### 16日
- 奥列格·弗拉基米罗维奇·潘科夫斯基，蘇聯軍官和間諜

### 18日
- 厄尼·大衛斯，美式橄欖球運動員，第一位贏得海斯曼獎盃的非裔美國人

### 24日
- 埃爾莫爾·詹姆斯，美國藍調吉他手

### 25日
- 邁赫迪·弗拉舍里，阿爾巴尼亞政治家，阿爾巴尼亞第15任總理

### 28日
- 揚·阿加比切努，羅馬尼亞作家、記者、政治家和牧師[14]

### 29日
- 內塔·馬斯克特，英國小說家

### 31日
- 伊迪絲·漢密爾頓，德國出生的作家

## 6月

### 3日
- 教皇若望二十三世
- 納欣·希克美，土耳其詩人

### 5日
- 阿德里安·卡顿·德·维阿特，英國將軍

### 6日
- 威廉·巴齊奧特斯，美國畫家

### 7日
- 扎蘇·皮茨，美國女演員

### 9日
- 安東尼·塔楚帕蘭比爾，印度錫羅-馬拉巴爾天主教神父和上帝的僕人
- 雅克·維隆，法國畫家

### 10日
- 安妮塔·金，美國女演員和賽車手

### 11日
- 釋廣德，越南佛教僧侶（自殺）
- 賽義德·阿卜杜勒·拉希姆，第一位印度國家足球經理
- 阿爾弗雷德·吉德，美國考古學家

### 12日
- 梅德加·埃弗斯，美國民權活動家
- 安德魯·坎寧安，英國海軍上將

### 17日
- 第一代艾倫布魯克子爵艾倫·布魯克，英國陸軍元帥
- 約翰·考珀·波伊斯，英國小說家[15]

### 18日
- 佩德羅·阿門達裡斯，墨西哥演員

### 24日
- 瑪麗亞·瓜達盧佩·加西亞·薩瓦拉，墨西哥羅馬天主教宗教人士和聖人

### 27日
- 約翰·莫裡斯·克拉克，美國經濟學家

### 28日
- 法蘭克·貝克，美國棒球運動員（費城田徑隊）和美國職業棒球大聯盟名人堂成員

## 7月

### 1日
- 桑給巴爾蘇丹阿卜杜拉·本·哈利法

### 4日
- 第一代弗雷伯格男爵伯納德·弗雷伯格，英國陸軍上將和紐西蘭總督

### 6日
- 格奥尔格，梅克倫堡-施特雷利茨家族首領

### 7日
- 弗蘭克·拉姆，美國飛行員[16]

### 22日
- Albertus Soegijapranata，印尼耶穌會神父

### 27日
- 加勒特·摩根，美國發明家

## 8月

### 1日
- 西奧多·羅斯克，美國詩人[17]

### 4日
- 湯姆·基恩，美國演員

### 9日
- 帕特里克·布维尔·肯尼迪，約翰·肯尼迪總統的幼子

### 10日
- 埃斯蒂斯·凱弗維爾，美國政治家

### 11日
- 克萊姆·貝文斯，美國演員
- 倓虚，中國佛教僧侶[18]

### 14日
- 克利福德·奧德茨，美國劇作家[19]

### 17日
- 理查·巴特爾梅斯，美國演員

### 22日
- 第一代納菲爾德子爵威廉·莫裡斯，英國商人和慈善家

### 23日
- 瑪麗·戈登，蘇格蘭女演員[20]
- 拉裡·基廷，美國演員

### 24日
- 老詹姆斯·柯克伍德，美國電影導演

### 27日
- W·E·B·杜波依斯，美國民權活動家[21]
- 伊納亞圖拉·汗·馬什裡奇，印度哈克薩爾運動創始人

### 30日
- 盖伊·伯吉斯，英國間諜，劍橋五人之一

### 31日
- 喬治·布拉克，法國畫家

## 9月

### 4日
- 罗伯特·舒曼，法國政治家，歐盟創始人

### 9日
- 埃德溫·林科米斯，芬蘭第25任總理

### 11日
- 克勞德·富斯，美國作家、歷史學家和校長
- 理查·奧斯瓦爾德，奧地利導演、製片人和編劇
- 苏珊·杜尚，法國畫家

### 15日
- 奧利弗·華萊士，英國電影作曲家[22]

### 17日
- 愛德華·斯普蘭格，德國哲學家和心理學家

### 19日
- 大衛·洛爵士，紐西蘭漫畫家

### 22日
- 伯納黛特·卡塔內奧，法國工會會員和共產主義活動家

### 25日
- 亞歷山大·薩哈羅夫，俄羅斯舞蹈家和編舞家
- 库尔特·蔡茨勒，德國陸軍軍官

## 10月

### 4日
- 勞埃德·弗雷登道爾，美國將軍
- 凱特·戈登·摩爾，美國心理學家

### 7日
- 古斯塔夫·葛籣根斯，德國演員

### 8日
- 格蕾絲·達蒙德，加拿大出生的美國女演員[23]

### 9日
- 腓特烈王子，安哈爾特公爵世子

### 10日
- 羅伊·卡扎利，澳大利亞足球運動員[24]

### 11日
- 让·谷克多，法國作家[25]

### 15日
- 柯尔克，美國海軍上將

### 21日
- 讓·德庫，法國海軍上將，法屬印度支那總督（1940-1945）

### 24日
- 卡尔·布勒，德國心理學家和語言學家
- 貝弗利·威爾斯，美國女演員

### 25日
- 羅傑·德索米埃，法國指揮家
- 比約恩·索爾扎松，冰島第九任總理
- 卡爾·馮·泰爾扎吉，奧地利土木工程師和“土力學之父”

### 29日
- 阿道夫·門茹，美國演員

### 30日
- 休·奧弗萊厄蒂，愛爾蘭天主教神父[26]
- 多姆納爾·烏·布阿哈拉，愛爾蘭政治家

### 31日
- 亨利·丹尼爾，英國演員

## 11月

### 1日
- 胡進權，南越海軍軍官（被暗殺）
- 黎光松，南越陸軍軍官（遇刺）
- 艾爾莎·麥克斯韋（Elsa Maxwell），美國八卦專欄作家和女主人

### 2日
- 吳廷琰，南越政治家，越南共和國（越南南部）第一任總統（遇刺）
- 吴廷瑈，南越政治家，南越南政治顧問（被暗殺）

### 4日
- 帕斯誇爾·奧爾蒂斯·盧比奧，墨西哥政治家，1930-1932年墨西哥替補總統[27]

### 5日
- 路易士·塞爾努達，西班牙詩人

### 12日
- 何塞·瑪麗亞·加蒂卡，阿根廷拳擊手
- 約翰·霍奇，美國陸軍上將

### 15日
- 弗里兹·莱纳，匈牙利指揮家

### 19日
- 卡門·阿瑪雅，西班牙舞蹈家

### 21日
- 罗伯特·斯特劳德，美國囚犯，被稱為“惡魔島的鳥人”

### 22日
- 威廉·貝格爾伯克，達豪集中營的德國納粹醫生
- 奥尔德斯·赫胥黎，英國作家[28]
- 约翰·肯尼迪，美國政治家，美國第35任總統（遇刺）[29]
- C·S·路易斯，愛爾蘭出生的英國評論家、小說家[30]

### 23日
- 約翰·鮑姆加滕，美國商人和政治家

### 24日
- 克萊莉亞·洛利尼，意大利醫生[31]
- 李·哈維·奧斯瓦爾德，美國刺殺约翰·肯尼迪總統（被謀殺）[32]

### 26日
- 阿梅麗塔·加利-庫爾奇，義大利歌劇歌手

### 28日
- 卡琳·庫普西內特，美國女演員

### 29日
- 埃内斯托·莱库奥纳，古巴作曲家

### 30日
- 菲爾·貝克，美國喜劇演員和電臺名人
- 第一代内维尔男爵西里尔·内维尔，英國空軍元帥和國家公務員，紐西蘭第六任總督

## 12月

### 2日
- 薩布·達斯塔吉爾，印度裔美國演員
- 湯瑪斯·希克斯，美國跑步者

### 5日
- 卡爾·阿瑪迪斯·哈特曼，德國作曲家

### 10日
- 潘尼迦，印度學者、外交官和記者

### 12日
- 西奧多·豪斯，德國政治家，德國第五任總統
- 小津安二郎，日本電影製片人

### 14日
- 休伯特·皮爾洛，比利時律師和法學家，比利時第32任首相，比利時流亡政府領導人
- 黛娜·華盛頓，美國爵士/藍調歌手

### 15日
- 力道山，韓國出生的日本職業摔跤手

### 21日
- 約翰·貝里·霍布斯，英國板球運動員

### 25日
- 特裡斯坦·查拉，法國詩人[33]

### 26日
- 戈格奧·喬治，美國職業摔跤手

### 28日
- 保羅·欣德米特，德國作曲家[33]
- AJ利布林，美國記者